# Whatever You Want
Whatever You Want utgivet 1979 och är den brittiska rockgruppen Status Quos 12:e studioalbum. Tillbaka till boogierock igen skulle man kunna säga. Klassikern "Whatever You Want" är en av gruppens mest kända nummer.

## Låtlista
1. Whatever You Want (Parfitt/Bown)   4:03
  - Sång: Rick Parfitt
2. Shady Lady (Rossi/Young)   3:00
  - Sång: Francis Rossi
3. Who Asked You (Lancaster)   3:57
  - Sång: Francis Rossi
4. Your Smiling Face (Parfitt/Bown)   4:22
  - Sång: Rick Parfitt
5. Living On An Island (Parfitt/Young)   4:50
  - Sång: Rick Parfitt
6. Come Rock with Me (Rossi/Frost)
  - Sång: Francis Rossi
7. Rockin' On (Rossi/Frost)   6:41
  - Sång: Francis Rossi
8. Runaway (Rossi/Frost)   4:38
  - Sång: Francis Rossi
9. High Flyer (Lancaster/Young)   3:50
  - Sång: Alan Lancaster
10. Breaking Away (Rossi/Parfitt/Bown)   6:40
  - Sång: Francis Rossi & Rick Parfitt